# Fluidität
Die Fluidität {\displaystyle \phi } ist ein Maß für die Fließfähigkeit von Flüssigkeiten und Gasen (Fluiden). Sie ist der Kehrwert der dynamischen Viskosität {\displaystyle \eta }:
{\displaystyle \phi ={\frac {1}{\eta }}}.
Je größer die Fluidität, desto dünnflüssiger (fließfähiger) das Fluid; je geringer die Fluidität, desto dickflüssiger (weniger fließfähig) das Fluid.
Die SI-Einheit der Fluidität ist:
{\displaystyle [\phi ]=\mathrm {\frac {m^{2}}{N\cdot s}} }
Eine veraltete Maßeinheit der Fluidität ist das Rhe.